# Sommelsdijk
Sommelsdijk est un village dans la commune néerlandaise de Goeree-Overflakkee, dans la province de la Hollande-Méridionale. Le 1er janvier 2009, le village comptait 7 470 habitants.
Sommelsdijk est situé sur l'île de Goeree-Overflakkee.
Jusqu'en 1966, Sommelsdijk était une commune indépendante. Le 1er janvier de cette année, Sommelsdijk a été rattaché à la commune de Middelharnis.